# Bernatowicz III
Bernatowicz – polski herb szlachecki, nadany w zaborze austriackim.

## Opis herbu
Na tarczy dwudzielnej w słup o prawym polu złotym, lewym czerwonym róg myśliwski brunatny, z nabiciami i sznurem dwudzielnymi w słup, z prawej czerwonymi, z lewej złotymi.
Klejnot: Pięć piór strusich; dwa złote między trzema czerwonymi.
Labry czerwone, podbite złotem.

## Najwcześniejsze wzmianki
Nadany Grzegorzowi Bernatowiczowi razem z pierwszym stopniem szlachectwa (Edler von) w Galicji w 1789 roku.

## Herbowni
Bernatowicz.